# Pamela Tiffin
Pamela Tiffin Wonso (Oklahoma City, 13 de octubre de 1942-Nueva York, 4 de diciembre de 2020) fue una actriz de cine y televisión estadounidense.

## Biografía

### Primeros años
Tiffin nació en Oklahoma City de ascendencia rusa y británica, pero creció en Chicago, donde logró el éxito como modelo adolescente. Asistió a Hunter College y apareció en un cortometraje, Music of Williamsburg (1960).

### Carrera de Hollywood
Tiffin estaba de vacaciones en Hollywood cuando visitó el lote de Paramount Pictures. Fue descubierta por el productor Hal B. Wallis, quien hizo que le probaran la pantalla. Esto la llevó a ser elegida para la versión cinematográfica de Summer and Smoke (1961).
Luego interpretó a la hija del jefe de la leyenda del cine James Cagney en la comedia One, Two, Three (1961), dirigida por Billy Wilder, quien la llamó "el mayor hallazgo desde Audrey Hepburn". Ganó una nominación al Globo de Oro por esta película, así como por Summer y Smoke.
20th Century Fox le otorgó el papel protagónico en el musical State Fair (1962), un remake de una película anterior, donde interpretó a la enamorada de Bobby Darin y fue dirigida por José Ferrer. Fue una de las tres protagonistas de la comedia Come Fly with Me (1963) de MGM.
Tiffin estudió en Columbia y continuó modelando. Fue estrella invitada en The Fugitive y filmó un piloto de Fox, Three in Manhattan, que no fue recogido.
Realizó dos películas con James Darren, ambas dirigidas al público adolescente: Para los que piensan jóvenes (1964) y The Lively Set (1964). Fox la puso en otro remake, The Pleasure Seekers (1964), una nueva versión de Three Coins in the Fountain.
Coprotagonizó con Burt Lancaster el western de 1965 The Hallelujah Trail y fue a Italia, donde apareció en un segmento de Kiss the Other Sheik (1965) con Marcello Mastroianni. Regresó para hacer la película de detectives privados Harper (1966) con Paul Newman. Luego actuó en Dinner at Eight en Broadway.

### Italia

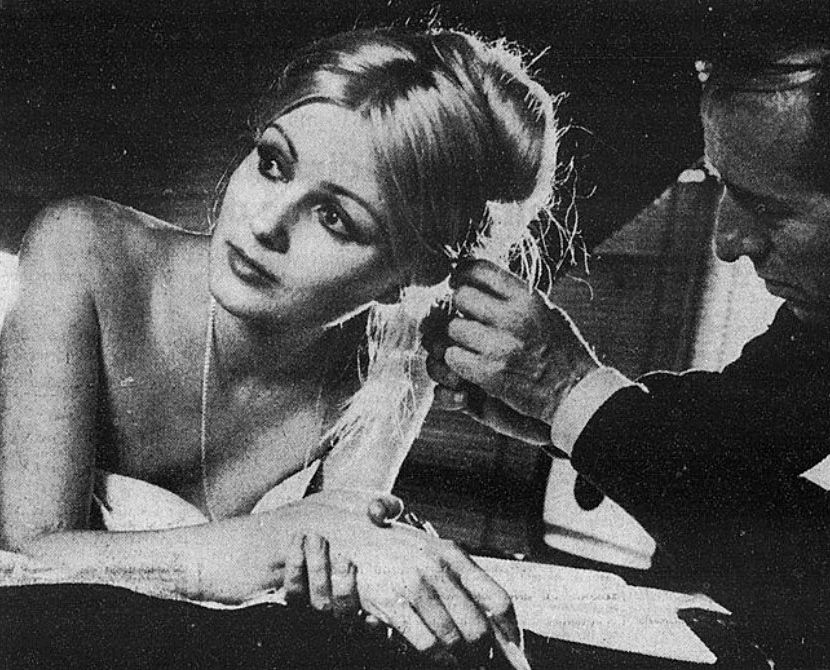
Tiffin en 1971 en el set de la película italiana de giallo The Fifth Cord.

En 1967 Tiffin decidió mudarse a Italia "para averiguar lo que quiero". Apareció en The Almost Perfect Crime (1966) con Philippe Leroy; Los protagonistas (1968); Torture Me But Kill Me with Kisses (1968) y El arcángel (1969) con Vittorio Gassman.
La edición de febrero de 1969 de Playboy publicó un artículo fotográfico titulado "Un brindis por Tiffin".
Hizo su primera película estadounidense en dos años cuando interpretó a una estudiante universitaria liberal y al interés amoroso de Peter Ustinov en la comedia ¡Viva Max! (1969). Ella interpretó al tío Vanya en el escenario y estuvo en un episodio de The Survivors.
Tiffin regresó a Italia para aparecer en Cose di Cosa Nostra (1971), No One Will Notice You're Naked (1971), The Fifth Cord (1971), E se per caso una mattina... (1972 ), Deaf Smith & Johnny Ears (1973), ¡Mátame, mi amor! (1973) con Farley Granger, La signora è stata violentata (1973) y Brigitte, Laura, Ursula, Monica, Raquel, Litz, Florinda, Barbara, Claudia, e Sofia le chiamo tutte... anima mia (1974). Regresó brevemente a Hollywood para aparecer en la película para televisión The Last of the Powerseekers (1971).
Apareció como ella misma en un documental de 2003, Abel Ferrara: Not Guilty, junto a su hija Echo Danon.

### Vida personal
Pamela Tiffin se casó dos veces. Su primer matrimonio fue con Clay Felker, un editor de una revista estadounidense, con quien se casó en 1962 y se divorció en 1969. Su segundo matrimonio fue con Edmondo Danon, un filósofo, que es hijo del productor de cine italiano Marcello Danon. Se casaron en 1974 y tuvieron dos hijas, Echo y Aurora.
Tiffin murió el 4 de diciembre de 2020 en Nueva York, a la edad de setenta y ocho años.

## Premios y nominaciones
| Año  | Premio                      | Categoría                               | Título del trabajo | Resultado |
| ---- | --------------------------- | --------------------------------------- | ------------------ | --------- |
| 1962 | Premios Globo de Oro        | La mujer recién llegada más prometedora | Summer and Smoke   | Nominada  |
| 1962 | Premios Globo de Oro        | Mejor actriz de soporte                 | Uno, dos, tres     | Nominada  |
| 1962 | Premios Golden Laurel       | Nueva personalidad femenina superior    |                    | Nominada  |
| 1967 | Premio del mundo del teatro |                                         | Cena a las ocho    | Ganadora  |

## Otras lecturas
Lisanti, Tom (2015). Pamela Tiffin: Hollywood to Rome, 1961–1974. Jefferson, North Carolina: McFarland & Company. ISBN 9780786496617. 